# 絕對★妹至上主義!!
《絕對★妹至上主義!!》是日本遊戲品牌腦內彼女（脳内彼女）製作並於2007年1月26日發售的戀愛冒險類型成人遊戲，後來由電腦CLUB（電脳CLUB）發售DVDPG版。

## 故事
友里信一與妹妹湊原本過著普通生活，但是在春假時後另一位妹妹圓依父親的委託將養女海音帶回家中照顧，將信一視作哥哥的由香里也因此搬到友里家，信一就這樣與4位妹妹開始展開同居生活。

## 角色
友里信一
本作的男主角，友里家的長子，有3位姐姐和兩位妹妹，目前雙親和姐姐們不在家。
友里圓
身高：145cm，體重：40kg，三圍：69/51/68
信一的妹妹，平常住在學校宿舍，假日時才會回家。握有家中主導權，會對家人說教。
友里海音
身高：149cm，體重：43kg，三圍：82/54/79
信一的父親所帶回的電波系義妹，與信一見面後就一見鍾情並相信兩人的前世是對戀人。
友里湊（聲優：金松由花）
身高：152cm，體重：53kg，三圍：75/55/76
與信一同住的妹妹，圓的姊姊。
霧崎由香里
身高：153cm，體重：49kg，三圍：78/53/76
信一的青梅竹馬和學妹，將信一當成自己哥哥愛慕。平常會到友里家幫忙做家事和料理，由於擔心海音而為此搬到友里家。
霧崎伸彦（聲優：原田友貴）
信一的朋友，由香里的哥哥，常常被自己的妹妹冷落。

## 主題曲
遊戲的片頭曲是由磯村カイ擔任作詞、作曲，藤原鞠菜擔任主唱。

## 評價
《絕對★妹至上主義!!》在由萌系遊戲大賞舉辦的中與《夕陽染紅的坡道》和《Bullet Butlers》同時獲得媒體支持獎（メディア支持賞）。

## 外部連結
- 腦內彼女 （页面存档备份，存于）（日語）
- PC版官方網站 （页面存档备份，存于）腦內彼女（日語）
- DVDPG版官方網站 （页面存档备份，存于）電腦CLUB（日語）